# Show Luo

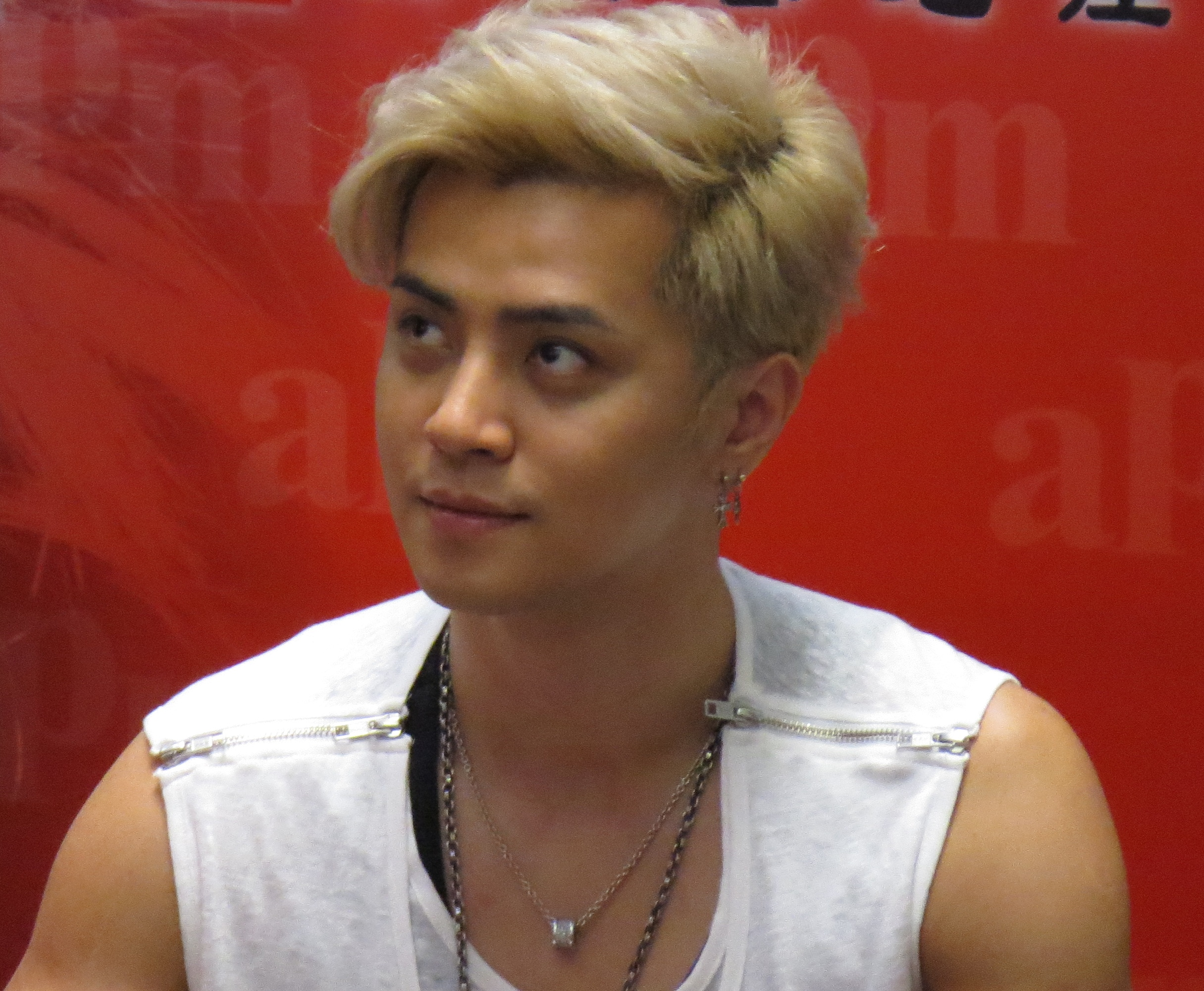
Show Luo (2013)

Show Luo (chinesisch 羅志祥 / 罗志祥, Pinyin Luó Zhīxiáng, kantonesisch Lo Chi-Cheung; * 30. Juli 1979 in Keelung), auch als Show Lo, Alan Luo oder Xiao Zhu, 小豬 – „Schweinchen“ bekannt, ist ein taiwanischer Sänger des Mandopop, Moderator, Tänzer und Schauspieler.

## Leben
Luo stand schon in seiner Kindheit mit seinen Eltern, die Unterhaltungsshows für Hochzeiten und andere Veranstaltungen anboten, auf der Bühne. Mit drei Jahren begann er Schlagzeug zu spielen, mit sieben Jahren erreichte er den zweiten Platz in einem Vater-Sohn-Singwettbewerb. Luos Mutter ist Taiwanerin, während sein Vater von China nach Taiwan übersiedelte. Luos Spitzname ist „Xiao Zhu“ (小豬), was „Schweinchen“ bedeutet und auf sein Übergewicht während seiner Kindheit abzielt.
Luo spricht fließend Mandarin, Taiwanisch und Japanisch. Japanisch lernte er, als er sich in Japan auf seine Fernsehshow „Show Time“ mit der bekannten japanischen Sängerin Kumi Koda vorbereitete. Allerdings ist er berüchtigt für sein unglaublich schlechtes Englisch, was aber auch als Dauergag in seiner Show verwendet wird.
Luo wird von Univerises Entertainment Marketing Limited (天地合娛樂) gemanagt, einem Schwesterunternehmen der Mars Entertainment Ltd (天熹娛樂), welche andere Stars wie Rainie Yang, Stanly Huang und Jolin Tsai managt.
Des Weiteren ist Luo Co-Moderator der täglichen Unterhaltungsshow 100% Unterhaltung (娛樂百分百) und der Schöpfer/Designer einer Street-Trend-Marke namens STAGE Hyaline of World (世界透明舞台), welche auch in Hongkong, Singapur, China, den USA und Australien vertrieben wird.

## Diskografie

### Studioalben
| Jahr | Veröffentlichung   | Album                             | Übersetzung      | Verkäufe |
| ---- | ------------------ | --------------------------------- | ---------------- | -------- |
| 2003 | 0 5. Dezember 2003 | Show Time                         | Show Time        | —        |
| 2004 | 22. Oktober 2004   | Expert Show (達人Show)            | Experte Show     | —        |
| 2005 | 14. Oktober 2005   | Hypnosis Show (催眠Show)          | Hypnose-Show     | —        |
| 2007 | 16. November 2007  | Show Your Dance (舞所不在)        | Zeig deinen Tanz | —        |
| 2008 | 26. Dezember 2008  | Trendy Man (潮男正傳)             | Moderner Mann    | —        |
| 2010 | 15. Januar 2010    | Rashomon / Luo Sheng Men (羅生門) | Liebhaber-Puzzle | —        |
| 2011 | 18. Februar 2011   | Only for You (獨一無二)           | Nur für dich     | —        |
| 2012 | 06. April 2012     | Count on Me (有我在)              | Zähl auf mich    | —        |
| 2012 | 19. September 2012 | The Show                          | Die Show         | —        |

### Kompilationen
| Jahr | Veröffentlichung  | Album                   | Übersetzung    | Verkäufe |
| ---- | ----------------- | ----------------------- | -------------- | -------- |
| 2007 | 02. November 2007 | Best Show               | Beste Show     | —        |
| 2011 | 21. Januar 2011   | All for You (超精選)    | Alles für dich | —        |
| 2012 | 23. November 2012 | Over The Limit (舞極限) |                | —        |

### Remix-Alben
| Jahr | Veröffentlichung | Album                                             | Übersetzung                     | Verkäufe |
| ---- | ---------------- | ------------------------------------------------- | ------------------------------- | -------- |
| 2010 | 15. Mai 2010     | Dance Is King Remix Collection (舞者為王混音極選) | Tanz ist König Remix Kollektion | —        |

## Filmografie

### Filme
- 2001: Expect A Miracle
- Two and Half Detectives - There are Ghosts in the School's Backyard
- 2017: Bleeding Steel

### TV-Serien
- The Outsiders II – 2004
- Corner With Love – 2007
- Hot Shot – 2008
- Hi My Sweetheart – 2009

## Preise
| Years | Awards |
| ----- | --- |
| 2003  | - New Singer Chart Sell Champion (SHOW TIME) |
| 2004  | City Mandarin Music Award - City Mandarin Leap Forward Singer - City Mandarin New Influence Male Singer The King of Powerful Song Awarding Ceremony - The King of Powerful Song All-Round Artist Award - The Best 10 Songs Award - Taiwan The Fullest Future New Singer Award - Taiwan Outstanding Youth Singer Award The Second South-East Music Awards - Hong Kong and Taiwan Area, The Fullest Future New Singer Award 2004 Sprite My Choice Chinese Original Creation Music Chart - Golden Melody – Hong Kong and Taiwan Music Pioneer Chart - Taiwan The Most Popular New Male Singer Award – Golden Award TVB8 Music Awards - The Best 10 Songs |
| 2005  | The Third South-East Music Awards - Successor of Great King - The Best 10 Songs of Hong Kong and Taiwan TVB8 Music Awards - The Best 10 Songs - The Interior Audiences Favorite Male Singer Award City Music Award - Dancing and Singing Singer Award - Mandarin Singer Award City Mandarin Music Award - City Mandarin Song - City Mandarin Dancing and Singing Singer - City Mandarin Asian Popular Idol Channel V Chinese Music Award - The Most Popular Song of Year Award (Love Expert) MTV Super Magnificent Ceremony - Full Style Artist Award TVB8 Music Awards - The First Season Selected China Wu Xi - Colorful Music Award KKBOX Online Music Award - The Best 10 Songs of Karaoke of Year (Self-Hypnotised) - The Best 10 Artists of Year Taiwan Golden Bell Award - Nominated for The Best Main Actor Award |
| 2006  | TVBS Chinese Music Awards - The Best Leap Forward Singer - The Best Stage Modeling Award - The Most Popular Omni-Bearing Male Singer |
| 2007  | MTV Video Music Awards Japan - Nominated for Best Buzz Asia in Taiwan Golden Melody Award - The Most Popular Male Artist Award 7th Annual Chinese Pop Awards 2007 - Most Outstanding Taiwanese Artist - Top 20 Songs of the Year (Jing Wu Men – Dance Gate) - Best Stage Performer - Top 5 Favorite Male Artists HK Metro Showbiz Music Hit Awards 2007 - Best Mandarin Songs Awards (一支独秀 – One Man Show) - Best Dancing Artist - Best Mandarin Singer HK Baidu Entertainment Awards - Top 10 songs of the Year (Ending theme song from Corner With Love – Love's Corner) |
| 2008  | Hito Popular Music Awards - Hito's Most Popular/Favorite Male Artist - Hito Top 10 Songs of the Year – 一支獨秀 (One Man Show) - iSing99 Karaoke Song of the Year – 我不會唱歌 (I Won't Sing) Music Radio TOP Charts - Taiwan/Hong Kong Most Popular/Favorite Male Artist - Taiwan/Hong Kong Best Stage Performer of the Year MTV Asia Awards - Favorite Artist of Taiwan |